# اطلاعات روز
اطلاعات روز یکی از روزنامه‌های کثیرالانتشار است که در افغانستان چاپ و منتشر می‌شود. مدیرمسئول این روزنامه زکی دریابی است.
کمسیون امور دینی و فرهنگی زکی دریابی صاحب امتیاز و مدیرمسئول روزنامه اطلاعات روز و هادی دریابی نویسنده این روزنامه را به دادستانی کل معرفی کرد.